# Bobărești (Aranyosszohodol község)
Bobărești falu Romániában, Fehér megyében. Közigazgatásilag Aranyosszohodol községhez tartozik.
1956-tól a népesség alábbiak szerint alakult:
| Lakosok száma | 117  | 97   | 87   | 78   | 42   | 46   | 40   |
|               | 1956 | 1966 | 1977 | 1992 | 2002 | 2011 | 2021 |

Korábban Aranyosponor része volt.